# 千鳥郵便局
千鳥郵便局（ちどりゆうびんきょく）は東京都大田区にある郵便局。民営化前の分類では集配普通郵便局であった。

## 概要
住所：〒146-8799 東京都大田区千鳥2-34-10

## 沿革
- 1977年（昭和52年）3月7日 - 千鳥郵便局として[1]、大田区千鳥二丁目に開局[2]。
- 1998年（平成10年）9月1日 - 外国通貨の両替および旅行小切手の売買に関する業務取扱を開始。
- 2007年（平成19年）10月1日 - 民営化に伴い、併設された郵便事業千鳥支店に一部業務を移管。
- 2012年（平成24年）10月1日 - 日本郵便株式会社の発足に伴い、郵便事業千鳥支店を千鳥郵便局に統合。
- 2017年（平成29年）2月6日 - ゆうゆう窓口の24時間営業を廃止。

## 取扱内容
- 郵便、印紙、ゆうパック、内容証明
- 貯金、為替、振替、振込、国際送金、外貨両替、国債、投資信託
- 生命保険、バイク自賠責保険、自動車保険、がん保険、引受条件緩和型医療保険
- ゆうちょ銀行ATM
- 大田区内の一部地域（〒146-xxxx）の集配業務
- ゆうゆう窓口

## 周辺
- 日本体育大学荏原高等学校
- 東京都立矢口特別支援学校
- 環八通り

## アクセス
- 東急多摩川線 武蔵新田駅から東へ約400m（徒歩約5分）、東急池上線 千鳥町駅から南東へ約800m（徒歩約9分）
- 東急バス 武蔵新田駅停留所下車
- 国道1号（第二京浜国道）沿い
- 駐車場あり：7台